# 5250
5250（五千二百五十、ごせんにひゃくごじゅう）は自然数、また整数において、5249の次で5251の前の数である。

## 性質
- 5250 は合成数であり、約数は1, 2, 3, 5, 6, 7, 10, 14, 15, 21, 25, 30, 35, 42, 50, 70, 75, 105, 125, 150, 175, 210, 250, 350, 375, 525, 750, 875, 1050, 1750, 2625, 5250である。
  - 約数の和は14976。
- 5250 = 2 × 3 × 53 × 7
  - 4つの異なる素因数の積で p 3 × q × r × s の形で表せる32番目の数である。1つ前は5208、次は5304。(オンライン整数列大辞典の数列 A179670)
- 約数の和が5250になる数は1個ある。(2792) 約数の和1個で表せる758番目の数である。1つ前は5238、次は5264。
- 各位の和が12になる326番目の数である。1つ前は5241、次は5304。

## その他 5250 に関連すること
- IBM 5250は、IBMのミッドレンジコンピュータ（AS/400、iSeries、System i）用の端末装置であり、更にはその通信プロトコルや端末エミュレーターソフトウェアのこと。
- 上田交通モハ5250形電車は同社別所線で1986年まで使われていた電車。戸袋窓が楕円形であることから「丸窓電車」と呼ばれている。
- 名古屋市交通局5050形電車の2号車の車両形式。
- UC Masterカードの上四桁は、5250。